# Det væbnede neutralitetsforbund
Det væbnede neutralitetsforbund var et forbund mellem sømagterne Danmark-Norge, Sverige, Preussen og Det Russiske Kejserrige, der blev oprettet i 1800 under Napoleonskrigene. Forbundet blev etableret på initiativ af den russiske zar Paul 1. af Rusland og havde til formål at sikre landenes handel mod restriktioner og vilkårlig beslaglæggelse af varer fra engelsk side. Neutralitetsforbundet skulle garantere dette om nødvendigt med magt, og Storbritannien anså dette som en trussel mod det engelske søherredømme. Oprettelsen af forbundet førte i 1801 til et engelsk angreb mod Danmark, resulterende i Slaget på Reden.
I det 17. og 18. århundrede var Europa en verdensdel i vækst. Landes befolkninger voksede hastigt, og med denne stigning kom en større efterspørgsel på varer som sukker, krydderier, kaffe, te og porcelæn som var blevet dagligdagens forbrugsvarer, steg efterspørgslen på transport. Dette kunne neutrale lande som f.eks. Danmark-Norge profitere på, og beskyttelsen af handel og muligheden for at handle med alle var derfor af vital betydning. Englænderne ville derimod gerne begrænse handelen bl.a. med deres fjender franskmændene.

## Beskyttelse af den neutrale handel
Den store transport betød at bekrigende lande nu skulle sørge for at blokere fjendens havne og kyster, opbringe fjendens handelsskibe, bemægtige sig fjendens kolonier og forhindre at økonomisk krigsførelse blev undergravet ved at fjenden blot fortsatte sine økonomiske aktiviteter under dække af neutralt flag.
Dette bevirkede, at København i slutningen af 1700-tallet var en af verdens driftigste og største handelshavne,[kilde mangler] idet den overgik havne som Amsterdam og Hamborg. Denne økonomiske vækst blev ikke mindst realiseret ved, at Danmark-Norge havde fulgt en neutral linje i forholdet til England. I løbet af den sidste halvdel af 1700-tallet havde Danmark-Norge ført en særlig udenrigspolitisk kurs, en væbnet[kilde mangler] neutralitet.
Der opstod spændinger mellem de krigsførende og neutrale nationer, og da England var den mest dominante krigsførende nation til søs, var der derfor tale om spændinger mellem England og de neutrale nationer som Danmark-Norge og Sverige.
Problemet var derfor klart for alle: England baserede udelukkende sin position som stormagt på sin flåde og sit søherredømme.[kilde mangler] Og England kunne ikke opretholde sin position, hvis de neutrale nationer undergravede Englands økonomiske krigsførelse.
En neutral søfartsnation som Danmark-Norge måtte på den anden side opretholde sin ret som selvstændig stat til at: handle med hvem de ville, med hvad de ville, og hvor de ville. Englands krig var Englands problem – og ikke de danske købmænd og rederes.
Situationen var dog ikke altid så ligetil. Under kolonikrigene 1755-63 havde England befundet sig i en meget stærk militær position. Det havde derfor kunne sætte meget snævre grænser for danske købmænd og rederes udnyttelse af neutralitetskonjunkturerne. Under den Amerikanske frihedskrig 1778-83 havde England på den anden hånd været svækket, og Danmark-Norge havde der kunne presse England, og handelen og søfarten havde oplevet en højkonjunktur uden sidestykke. Under frihedskrigen havde den økonomiske krigsførelse set uanede højder. Dette havde gjort Danmark-Norges neutrale transport endnu mere farlig, men også endnu mere udbytterig. Den danske regering havde bevidst holdt lav profil under dette stormagtsopgør.
Det engelsk–danske forhold var en balancegang. England ønskede ikke at presse Danmark-Norge så meget at de ville søge mod Frankrig, eller endnu værre at Danmark-Norge sammen med andre neutrale nationer ville danne et neutralitetsforbund. Situationen ændrede sig konstant i takt med den politiske og militære udvikling.

### Neutralitetsprincipperne
Klarest trådte modsætningsforholdet frem i spørgsmålet om neutralitetsprincipperne: om hvilke rettigheder de neutrale og de krigsførende havde. Det var der lige så mange svar til som der var stater, og svarene hang tit sammen med nationens økonomiske og politiske interesse. For Danmark-Norge og Englands vedkommende var de henvist til den dansk-engelske traktat fra 1670, som ikke bare var gammel men også uklar. I praksis betød det at sager om danske skibe blev afgjort af en engelsk domstol, som tilmed var politisk sammensat.
Uenighederne om neutralitetsprincipperne drejede sig især om 6 spørgsmål:
- 1: De neutrales ret til at besejle de krigsførende magters havne og kyster.
- 2: De neutrales ret til at besejle de krigsførende magters kolonier.
- 3: De neutrales ret til at transportere de krigsførendes gods.
- 4: De neutrales ret til at transportere alt, undtagen krigskontrabander – herunder problemet, hvorvidt krigskontrabander kun var egentligt krigsmateriel, eller om det også omfattede fødevarer og skibsmateriel.
- 5: De neutrales ret til at afvise visitation af neutrale handelsskibe under konvoj.
- 6: De neutrales krav om, at kun effektiv blokade skulle respekteres.

I disse seks spørgsmål indtog England i sagens natur en yderst restriktiv holdning, mens Danmark-Norge stod for en ekstremt liberal tolkning. For England var det et spørgsmål om afgørende politisk og militær betydning. For Danmark-Norge var det et spørgsmål om penge – mange penge.
Fra 1772 til 1807 hjembragte den asiatiske handels gren en samlet salgsværdi på 135 millioner rigsdaler, det var samtidigt med at den danske konges årsindtægt af samtlige sine riger og lande langsomt bevægede sig fra seks millioner i 1772 til ni millioner omkring 1800.

### Risiko ved højkonjunkturen
Både den danske og engelske regering vidste at den største del af denne søfart skete med danske skibe for dansk regning. Men de vidste også at Dannebrog i vid udstrækning fungerede som bekvemmelighedsflag. Mange danske skibe transporterede ladninger som på papirerne tilhørte danskerne, men i realiteten var de ejet af krigsførende lande. Og mange af de skibe som sejlede under dansk flag var i virkeligheden ejet af krigsførende lande. I nogle tilfælde var der tale om en dansk reder eller købmand som fik en hurtig gevinst, men i andre tilfælde var der tale om et systematisk neutralitetsmisbrug i stor stil.
Nederlandenes inddragen i krigen i 1795 krigen mod Frankrig havde fået både nederlændere og danskere til at spekulere i transporten til Europa af de vældige lagre af koloniprodukter, der ophobede sig i pakhusene i Batavia. Det skulle ske under dække af dansk pas, papirer og flag dels med skibe sendt fra Europa, dels med skibe erhvervet i Indien og på Java, som forsynedes med søpas sendt ud fra København.
Alle deltog i neutralitetsmisbruget, og alle vidste at højkonjunkturen afhang af hvad England opfattede som neutralitetsudnyttelse. Men det bekymrede ikke den danske regering, de ville nå målet: den største mulige indtjening. Og de havde ikke noget imod at Dannebrog fungerede som kamouflage for de krigsførende nationers lyssky aktiviteter. Det der bekymrede den danske regering var hvor langt det var politisk muligt at forsvare neutralitetsudnyttelsen overfor England og hvornår det var smartest at vaske sine hænder og lade købmænd og redderne og deres udenlandske forretningsforbindelser sejle deres egen sø.
Spørgsmålet var derfor hvordan den danske regering undgik at komme for langt ud i forholdet til England så de blev tvunget til at vælge mellem et politisk nederlag eller en militær konflikt. Derfor var der i kolonikrigen og frihedskrigen, trods deres forskellighed, en gennemgående linje i den danske regerings holdning: En konsekvent afbøjning, hver gang en konflikt mellem Danmark-Norge og England havde spidset til. Danmark-Norge førte en defensiv neutralitetspolitik.
Grunden til den defensive politik var at bevare de omstridte neutralitetsprincipper til bedre tider. Selv ikke da Rusland, som Danmark-Norge var politisk afhængig af, stillede sig i spidsen for et væbnet neutralitetsprincip, lod Danmark-Norge England vide at de ikke agtede at gøre brug af deres medlemskab selv om de formelt tilsluttede sig. Udenrigsminister A.P. Bernstorff lod diskret danske købmænd og redere vide at de ikke ville støtte dem hvis de fragtede krigskontrabander. I spørgsmålet om konvoj indtog udenrigsministeren en lige så defensiv holdning. Danmark-Norge havde før brugt orlogsskibe til at konvojere handelsskibe. Dette havde dog været et hasardspil; under frihedskrigen og havde kun kunnet ladet sig gøre fordi England var i en presset situation som før omtalt.
Men A.P. Bernstoffs død i 1797 varslede nye politiske toner, netop som krigen til søs gik ind i en ny afgørende fase.

## Offensive neutralitetsprincip
Kronprins Frederik var nu 29 år. Og ved Bernstorffs død overtog han den reelle politiske magt. Og Kronprinsen havde en stærk æresfølelse når det galt statens og flagets prestige. Som ny udenrigsminister valgte han A.P. Bernstorffs ældste søn Christian Bernstorff, og den danske udenrigspolitik blev en helt anden. Danmark-Norge gik fra det defensive neutralitetsprincip til det offensive neutralitetsprincip. Krigsførelsen til søs var blevet intensiveret, og selv om det stadig var et hasardspil, blev det nu besluttet at der skulle konvojeres.
Konvojpolitikken indebar at lige meget hvor lille et fartøj eller hvor end de sejlede, skulle danske søofficerer afvise visitation af deres konvoj, om fornødent med magt. Imidlertid havde England trukket sig ud af Middelhavet, men da Nelson knuste Bonapartes flåde ved Abukir, stod det klart for Bernstorff hvad det betød. I 1798 gjorde han kronprinsen opmærksom på at England ikke ville opgive hvad de betragtede som deres ret. Han anbefalede derfor, at konvojchefen blev instrueret om at tillade visitation, såfremt kravet blev stillet af en overlegen styrke. Advarslen blev sendt til admiralitetet som havde forlangt udenrigsministerens kommentar. Og her valgte kronprinsen og den 70-årige admiral Frederik Christian Kaas ganske enkelt at ignorere den. På længere sigt var det en afgørende beslutning kronprinsen tog, ikke engang han kunne fantasere konsekvenserne af denne særdeles offensive neutralitetsprincip. Nu var det bare et spørgsmål om tid før det kom til stridigheder mellem Danmark-Norge og England.

### Visitering i den Engelsk Kanal
Det første sammenstød fandt sted i middelhavet den 2. december, hvor den danske fregat Triton tilbageerobrede et dansk handelsskib, som to britiske kapere havde taget fra deres konvoj. I London var regeringen og dens jurister ikke et sekund i tvivl om at England som krigsførende ret havde ret til at visitere neutrale skibe. Gesandten i København blev derfor instrueret i at aflevere en skarp protest. Men Grev Bernstorffs reaktion var endnu skarpere: Danmark-Norge ville aldrig – så længe regeringen besad et gram af æresfølelse – opgive princippet om konvojernes ukrænkelighed. England undlod foreløbig at reagere.
Allerede den 24. dec. 1799 fandt en ny episode sted. Den omhandlede den danske fregat Havfruen som støtte på engelsk modstand i Gibraltar-strædet, de nægtede visitation efter ordre fra konvojchefen. Og da Englænderne satte en båd i vandet med henblik på visitation, skød kaptajnen efter den og sårede to matroser. Englænderne undlod at gøre brug af deres overmagt, pga. frygten for at udløse uønskede politiske reaktioner, i en storpolitisk situation som var uoverskuelig nok i forvejen. Denne gang valgte London at handle, admiralitetet beordrede de engelske skibschefer til at visitere neutrale konvojer, og såfremt de modsatte sig denne visitation, skulle de opbringe såvel konvojen som de neutrale orlogsskibe. Først derefter instruerede den engelske udenrigsminister, gesandten i København. Den 7. april 1800 begav Anthony Merry sig af sted for at meddele grev Bernstorff at admiralitetet forlangte at Danmark-Norge opgav sit krav om neutrale konvojers ukrænkelighed. Men hvad han opnåede var endnu et blankt afslag.
Men allerede i januar måned samme år, da Danmark-Norge havde modtaget nyhederne om Havfrue-affæren havde Danmark-Norge søgt stormagtsstøtte til et opgør mod England som var uundgåeligt. I 1798 havde England, Østrig og Rusland indgået en alliance mod Frankrig og Napoleon. Men Napoleon rykkede nu tættere på Østrig og alliancen var nu i opløsning. Rusland ønskede derfor at oprette en samling af neutrale stater under deres lederskab for at stabilisere magtbalancen i tilfælde af at Napoleon skulle overtage Østrig. Bernstorff havde derfor sendt signaler til St. Pedersborg om Danmarks interesse i en neutral fællesoptræden. Da Bernstorff den 7. april ikke havde modtaget noget svar fra Rusland, lod han blot som om, og dermed overtalte han den engelske udenrigsminister til bede om nye ordrer fra London. Den engelske regering opnåede derfor kun et skærpet afslag fra Danmark-Norge som tydeligvis var formuleret med henblik på effekten i St. Pedersborg.

### Engelske ultimatummer
Den britiske regering indtog igen en afventende holdning. Samtidigt indløb der rapporter om at britiske skibe respekterede konvojernes ukrænkelighed. Så det var en rutinesag da Bernstorff godkendte endnu en konvojchefinstruks, denne gang for kaptajn Peter Greis Krabbe, som med fregatten Freya skulle føre en konvoj gennem Den Engelske Kanal. Den lille konvoj blev den 25 Juli 1800 prajet af fire engelske fregatter, Krabbe havde ordre fra konvojchefen om at modsætte sig visitation, og de engelske fregatter havde ordre om at foretage visitation. Situationen, kaldet Freya-affæren, resulterede i en engelsk overtagelse af den danske konvoj efter en halv times kamp med dræbte og sårede på begge sider. Men for den engelske regering kom dette på et ubelejligt tidspunkt. Bonaparte havde lige besejret Østrig i opgøret ved Marengo, og Rusland havde indtaget en mere og mere fjendtlig holdning overfor England. England var ved at blive politisk isoleret. De engelske meninger var delte. Den engelske marineminister, Lord Spencer, havde instrueret sine søofficerer til at sætte kikkerten for det blinde øje når de mødte danske konvojer, mens andre dele af regeringen indtog en mere aggressiv politik, en politik de delte med premierminister William Pitt. England sendte derfor en af deres fremtrædende diplomater, Lord Whitworth, til København for at stille Danmark-Norge et ultimatum: Danmark-Norge kunne tillade engelsk kontrol af ladningerne i de danske konvojer. Danmark-Norge kunne tilbagekalde ordrerne til konvojcheferne om at modsætte sig visitation. Eller Danmark-Norge kunne indstille sine konvojer, indtil de to regeringer havde forhandlet sig til enighed om principperne for neutrale konvojer. For at understrege alvoren blev han eskorteret af en flåde som ankrede op på Københavns red, og valgte Danmark-Norge ikke en af disse løsninger, men derimod gik ind i et væbnet neutralitetsforbund, ville England bruge sin medbragte flåde mod dem. Men kronprinsen havde i mellemtiden også givet ordre til at flere danske linjeskibe skulle gøres kampklare. Samtidigt blev der endnu en gang sendt beskeder til zaren om at stille sig i spidsen for et væbnet neutralitetsforbund, denne gang med kongen som afsender, i brevet forsikrede han zaren at Danmark-Norge ville forsvare neutralitetsprincipperne men hertil behøvede de zarens hjælp. Lord Whitworth måtte derfor forhandle sig frem til at Danmark-Norge accept af ultimatummet inden de kunne nå at høre positivt nyt fra zaren.

### Danmark-Norges indtrædelse i det Væbnede Neutralitetsforbund
|  | Eftersyn Dette afsnit bør gennemlæses af en person med fagkendskab for at sikre den faglige korrekthed. |

Lord Whitworth indgik sammen med Bernstorff den 29. august 1800 en foreløbigt konvojkonvention. Konventionen gik ud på at Danmark-Norge skulle indstille sin konvojering indtil krigen var ovre. Men Bernstorff havde ændret efter krigen til efter senere forhandlinger. Dette havde Whitworth dog tolket til sit favør fordi han kunne trække forhandlingerne ud i uendeligheden. Bernstorff forventede derimod et positivt svar fra Rusland, og med dette kunne han presse England til at acceptere neutralitetsprincipperne.
Oprindelig indebar den væbnede neutralitet, at de neutrale landes militære flådefartøjer skulle ledsage deres handelsskibe og med militære midler forhindre en mulig inspektion af skibenes last. Forholdene på havene havde dog udviklet sig således, at det ikke var nødvendigt at handelsskibene skulle eskorteres af militærfartøjer. Disse gunstige vilkår for skibsfarten var dog kun af kortvarig karakter. Med krigene mellem Frankrig og England blev det i løbet af 1790'erne igen nødvendigt at genoptage den militære eskortering af handelskonvojerne.
Da regeringen efter Freya-affæren havde appelleret til zaren havde det nået ham på et yderst fornuftigt tidspunkt. For som tidligere omtalt havde freden mellem Østrig og Frankrig skubbet til magtbalancen, og Rusland havde derfor brug for allierede. Svaret til Danmark-Norge var derfor yderst positivt, og Danmark-Norge tøvede heller ikke længe med at melde sig ind i det væbnede neutralitetsforbund. Danmark-Norge vidste dog ikke at Rusland også havde gjort tilnærmelser til Frankrig, og kun ønskede Danmark-Norge og Sverige som stødpudenationer og den yderste forsvarslinje mod England. Rusland beordrede nu Danmark-Norge til at spærre adgangen til Østersøen for alle engelske skibe, og Danmark-Norge kunne ikke takke nej tak. For Rusland var det eneste land som kunne forhindre at Sverige tog Norge og at Preussen tog Slesvig, Holsten og Jylland.[er denne påstand neutral?] Nu stod det klart for Danmark-Norge at neutralitetsforbundet var noget ganske andet end de havde fantaseret. Tre mindre stater med modstridende territoriale interesser havde bundet sig til zaren og hans konflikt med England for at sikre sine særinteresser på de europæiske kontinent. England stillede et sidste ultimatum for Danmark-Norge den 20. marts 1801: alliér jer med os eller krig. For Danmark-Norge var det et valg mellem krig eller at miste monarkiet som stat. For der var ingen tvivl om at Danmarks opsigelse af sit medlemskab af det væbnede neutralitetsforbund ville føre til en krig mod Rusland, Sverige, Preussen og Frankrig. Danmark-Norge, og den monarkiske stat ville gå til grunde.
Ved årsskiftet 1800/1801 behøvede man ikke megen politisk indsigt for at se, at det væbnede neutralitetsforbund hverken var væbnet, neutralt eller et forbund.[er denne påstand neutral?] Og ved årsskiftet gjorde England det klart at det ville forsvare dette angreb mod sit søherredømme med krig, og det ville angribe tidligt, før medlemmerne kunne forene sig. Og det nærmeste mål i det tidlige forår kendte alle. Det var København.

### Optakt til Slaget på Reden og Waterloo
Da Østersøflåden den 12. marts afsejlede fra Yarmouth, var det alene og uden allierede. Allerede den 21. marts, samme dag som Englands landtropper besejrede den franske hær i Egypten, havde England indledt fredsforhandlingerne med Frankrig. Den 24. marts indledte de forhandlingerne med Rusland. Samme morgen var den russiske zar blevet myrdet i sit palads i St. Pedersborg.
Men alt dette vidste den øverstkommanderende på den engelske flåde ikke. Heller ikke den danske regering var informeret om dette. De vitale informationer kunne ikke nå hurtigere frem end en hest kunne galopere eller et skib kunne sejle. Derfor måtte slaget på Reden udkæmpes den 2. april, selvom det politisk var meningsløst. Det som Danmark-Norge troede de kæmpede for, eksisterede ikke længere den 2. april. Og den russiske zar som Danmark-Norge frygtede mere end den engelske flåde, var ikke længere blandt de levende. Men den information nåede først Danmark-Norge den 8. april. Med zarens død faldt neutralitetsforbundet fra hinanden. Hans afløser, hans søn zar Alexander, var venlig stillet overfor en fredsaftale mellem Rusland og England. En aftale som blev vedtaget hen over hovedet på Danmark-Norge, og som yderligere betød at Danmark-Norge skulle opgive neutralitetsprincipperne som de havde sloges for de sidste 100 år. Danmark-Norge var blot tilskuere i det nye storpolitiske Europa, og måtte betingelsesløst skrive under på en kapitulation. Og Danmark-Norge som havde været med til at presse Preussen ind i neutralitetsforbundet, måtte trække sine tropper ud af Hannover og hertugdømmet Lauenburg samt resten af Preussen.
Dermed var revolutionskrigene reelt slut, men fredsaftalen blev først undertegnet i 1802. For Bonaparte havde freden kun været et midlertidigt pusterum. Og allerede i maj 1803 brød krigen ud igen, og skulle først finde sin afslutning 12 år senere i slaget ved Waterloo.

### Danmarks ulykke
I oktober 1806 knuste Napoleon Preussen i slaget ved Jena, og udstedte derefter sit berømte dekret om fastlandsspærringerne: afbrydelsen af ethvert økonomisk foretagende med England. Og Rusland var med på ideen efter at være blevet slået ved Friedland. Igen blev Danmark-Norge centrum i konflikten selvom de under krigen havde ført en yderst neutral udenrigspolitik. Men England og Frankrig stillede Danmark-Norge det samme ultimatum, alliance eller krig. Danmark-Norge valgte igen krigen med England. England kunne ikke tillade en fransk overtagelse af den danske flåde, og igangsatte derfor et lynangreb som kom helt bag på Danmark-Norge. Den 16. august 1807 gik de i land ved Vedbæk, og mødte ikke videre modstand. Derpå blev København udsat for tre nætters bombning fra landsiden, og måtte kapitulere og overgive den danske flåde til England.
Napoleon tabte krigen og Danmark-Norge blev Napoleonskrigenes store taber. I det sidste krigsår 1813, måtte Frederik VI bekendtgøre statsbankerotten. Som et udmagret land fandt Danmark-Norge sin plads i datidens Europa i Wienerkongressen 1814-15. På konferencen i Paris i 1856 blev de neutralitetsprincipper som Danmark-Norge havde sloges for, og som slaget på Reden blev udkæmpet om, internationalt anerkendt.